# Керими, Натиг Афган оглы
Натиг Афган оглы Керими (азерб. Natiq Əfqan oğlu Kərimi; 30 мая 1988, Геокчай, Азербайджанская ССР, СССР) — азербайджанский футболист, полузащитник.

## Биография
С 2006 года был игроком футбольного клуба «Карабах», однако в чемпионате на поле так и не выходил.
В 2009 году выступал за клуб азербайджанской премьер-лиги «Туран».
В сезоне 2011/2012 играл за «Ряван». С 2013 года — в клубе «АЗАЛ».

## Сборная Азербайджана
Защищал цвета молодёжной сборной Азербайджана.
С 2023 по 2024 год возглавлял молодежную команду U14 футбольного клуба «Зиря».